# دوره بیست و دوم مجلس شورای ملی
دوره بیست و دوم مجلس شورای ملی در ۱۴ مهر ‍۱۳۴۶ بازگشایی شد و در ۹ شهریور ۱۳۵۰ (به مناسبت برگزاری جشن‌های ۲۵۰۰ ساله) به دستور محمدرضاشاه منحل شد.
انتخابات این دوره در ۱۳ مرداد ۱۳۴۶ (در یک روز) برگزار شد و ۲۱۶ نماینده از جمله ۶ زن به مجلس راه یافتند. ریاست مجلس بیست و دوم در دست عبدالله ریاضی بود. در این دوره یک کابینه رأی اعتماد گرفت و حدود ۵۶۰ قانون به تصویب رسید.

## رخدادهای مهم

### انتخابات، افتتاح و ریاست مجلس
انتخابات در ۱۳ مرداد ۱۳۴۶ برگزار شد و طبق قانون جدید که در ۱۰ تیر همین سال تصویب شده‌بود، تعداد کرسی‌های مجلس به ۲۱۹ نفر افزایش یافت که ۶ کرسی مجلس به زنان رسید. در این دوره، نخستین بار انتخابات به شیوه حزبی برگزار شد. مجلس در ۱۴ مهر همان سال با سخنرانی شاه افتتاح شد و در ۲۳ مهر رسمیت یافت. در همین روز، عبدالله ریاضی به سمت ریاست مجلس انتخاب شد.
در این دوره تنها یک کابینه به مجلس معرفی شد که از مجلس رأی اعتماد گرفت:
- کابینه دوم امیرعباس هویدا (۳۰ مهر ۱۳۴۶)

### مصوبات
در دورهٔ بیست و یکم مجلس شورای ملی حدود ۵۶۰ قانون به تصویب رسید. مهمترین قانونی که در این دوره تصویب شد، لایحه موافقت دولت ایران با استقلال بحرین بود. این لایحه در ۲۴ اردیبهشت ۱۳۴۹ در مجلس مورد بررسی قرار گرفت و به تصویب رسید. همچنین قانون‌های مربوط به تأسیس برخی از وزارت‌ها و نهادهای کشوری از جمله وزارت تولیدات کشاورزی، وزارت اصلاحات ارضی و وزارت منابع طبیعی در این دوره تصویب شد.